# Praia de Camburi (São Sebastião)
Praia Camburi vista de cima
Camburi é uma praia do litoral norte de São Paulo no município de São Sebastião. Fica a 37 km do centro da cidade e a 167 km de São Paulo.
Existem duas versões para o significado do nome Camburi. Uma delas seria rio do robalo, pela quantidade de peixe robalo que sobe o rio, um dos poucos que trocam água salgada pela doce. A outra seria rio que muda, pois de tempos em tempos o rio muda sua trajetória, ora desaguando na praia de Camburi, ora na de Camburizinho.
O mar é bastante agitado, com uma coloração azul clara esverdeada. A praia é cortada pelo rio Camburi e a areia fina e branca é predominante.
A praia é frequentada por grande número de turistas e surfistas. A praia de Camburi é separada da de Camburizinho por um rio que desemboca em uma pequena ilha. Conta com posto permanente de salva-vidas do Corpo de Bombeiros. Possui campings, hotéis, pousadas, mercado e lojas de artesanato caiçara. Próximo ao limite com cidade de Bertioga está localizado um aldeamento indígena.
Do lado da praia de Camburizinho fica o morro da Vilela, onde em 1999 foi criada uma área de decolagem para voo livre.